# Éjszakai lepkék
Az éjszakai lepkék (latinul: Heterocera) a lepkék (Lepidoptera) rendjébe tartozó rovarok csoportja. Körülbelül 160.000 éjjeli lepke faj van, amelyek többségét még nem is dokumentálták. 
Legtöbb faja éjjeli, de krepuszkuláris és nappali fajok is akadnak.
Az éjszakai lepkék lárvái, vagyis a hernyók, lyukakat ásnak a földbe, és ott élnek felnőtt korukig.
Az éjszakai lepkék sokkal korábban kifejlődtek, mint a nappaliak: találtak már 190 millió éves kövületeket is.
Úgy gondolják, hogy a Lepidoptera rend mindkét típusa együtt fejlődött a virágos növényekkel, elsősorban azért, mert a legtöbb modern faj felnőttként és lárvaként is virágzó növényekkel táplálkozik. Az egyik legkorábbi ismert faj, amelyet az éjjeli lepkék ősének tartanak, az  Archaeolepis mane. Fosszilis töredékei olyan pikkelyes szárnyakat mutatnak, amelyek erezetükben hasonlóak a tegzeslegyekéhez (Phryganea striata).
Egyes lepkék, főleg a hernyóik, komoly kártevőnek számítanak a mezőgazdaságban.
A Tineidae család több tagját is kártevőnek tartják, mivel a lárváik megeszik a ruhákat és a gyapjúból vagy selyemből készült takarókat.
A molylepkék lárváit el lehet pusztítani úgy, hogy az általuk megfertőzött tárgyakat több napra lefagyasztjuk −8 °C-nál alacsonyabb hőmérsékletre.
Sok éjjeli lepke iszik nektárt.
Néhány lepkét, például a selyemlepkét termesztik. 2002-ben a selyemipar több, mint 130 millió kg nyers selymet termelt, amely körülbelül 250 millió dollárt ér évente.